# Secondino di Cordova
Secondino (... – Cordova, ...; fl. III-IV secolo) era un martire iberico, venerato come santo dalla Chiesa cattolica.

## Agiografia e culto
Non si conosce nulla di questo santo, ricordato il 20 aprile nel Calendario di Cordova del X secolo. Anche la data o l'epoca del suo martirio è ignota: sono state ipotizzate le date del 260 e del 306, oppure l'epoca araba.
L'ipotesi, sostenuta da eruditi spagnoli, secondo cui questo santo sarebbe da identificare con l'omonimo vescovo di Castulo che prese parte al concilio di Elvira (circa 306), è scartata da Enrique Flórez nella sua España sagrada, poiché nessuna fonte attesta l'episcopato di san Secondino.
Ignoto agli antichi martirologi, san Secondino fu inserito nel suo martirologio da Usuardo (IX secolo), alla data del 21 maggio. Da qui la sua commemorazione passò, alla stessa data, nel Martirologio Romano di Cesare Baronio (XVI secolo). Con la riforma di questo martirologio dopo il Concilio Vaticano II, l'elogio di san Secondino è stato spostato al 20 aprile:
(Martirologio Romano. Riformato a norma dei decreti del Concilio ecumenico Vaticano II e promulgato da papa Giovanni Paolo II, Città del Vaticano, 2004, p. 340)